# Archibald Wavell
Sir Archibald Percival Earl Wavell of Keren of Eritrea & Winchester, britanski feldmaršal, * 5. maj 1883, Colchester, Essex, Anglija, † 24. maj 1950, London, Anglija.
Wavell je bil poveljnik britanske armade na bližnjem vzhodu med drugo svetovno vojno. Svojo vojaško kariero je začel kot častnik v prvi svetovni vojni. V bojih na zahodni fronti je bil ranjen, po okrevanju je večinoma delal po različnih poveljstvih britanske vojske. Med prvo svetovno vojno in med obema vojnama je hitro napredoval, tako da je leta 1938 postal general britanske vojske na bližnjem vzhodu. Slaven je postal v bojih za severno Afriko, ko mu je leta 1940 uspelo poraziti italijansko vojsko, ki je napadla Egipt. Žal pa take sreče ni imel proti Nemcem, ki so priskočili na pomoč poraženi italijanski vojski. Po nizu porazov proti nemški vojski v severni Afriki, ga je Churchill dal premestiti v Indijo kjer je poveljeval britanski vojski v boju proti Japoncem. Po drugi svetovni vojni se je vrnil v Združeno kraljestvo in se upokojil.